# 胡利奧·塞薩爾·門德斯·蒙特內哥羅
胡利奧·塞薩爾·門德斯·蒙特內哥羅（Julio César Méndez Montenegro，1915年11月23日—1996年4月30日），瓜地馬拉政治人物，於1966年瓜地馬拉大選後擔任瓜地馬拉總統至1970年。